# David Brandl
David Brandl (* 19. April 1987 in Linz) ist ein österreichischer Schwimmer. Er schwimmt seit seinem vierten Lebensjahr für den 1. Perger Schwimmverein.

## Leben
Der mehrfache österreichische Staatsmeister belegte bei den Junioren-Europameisterschaften in Budapest 2005 den vierten Platz über 200 m Freistil mit neuem österreichischen Juniorenrekord. Im gleichen Jahr löste er das Ticket für die allgemeinen Kurzbahn-Europameisterschaften in Triest. Es folgte die Teilnahme an den Langbahn-Europameisterschaften in Budapest 2006, den Kurzbahn-Europameisterschaften in Helsinki 2006 und den Langbahn-Weltmeisterschaften in Melbourne 2007.
Bei den Langbahn-Europameisterschaften in Eindhoven 2008 gewann er mit der österreichischen 4 × 200-m-Freistilstaffel Bronze.
Brandl ist aktiver Sportler des Heeressportzentrums des Österreichischen Bundesheers. Als Heeressportler trägt er derzeit den Dienstgrad Zugsführer.

## Teilnahmen und Platzierungen
(Auswahl)
- Schwimmeuropameisterschaften 2006, Budapest:
  - 13. Platz (200 m Freistil)
  - 16. Platz (400 m Freistil)
  - 18. Platz (1500 m Freistil)
- Schwimmweltmeisterschaften 2007, Melbourne:
  - 21. Platz (200 m Freistil)
  - 23. Platz (400 m Freistil)
- Kurzbahneuropameisterschaften 2007, Debrecen:
  - 8. Platz (1500 m Freistil)
  - 10. Platz (200 m Freistil)
  - 11. Platz (400 m Freistil)
- Schwimmeuropameisterschaften 2008, Eindhoven:
  - Bronzemedaille (4 × 200 m Freistil)
  - 14. Platz (400 m Freistil)
  - 21. Platz (200 m Freistil)

## Rekorde
| Österreichische Rekorde (4)                       | Österreichische Rekorde (4) | Österreichische Rekorde (4) | Österreichische Rekorde (4) |
| ------------------------------------------------- | --------------------------- | --------------------------- | --------------------------- |
| 400 m Freistil                                    | 03:47,61 min                | 26. Juli 2009               | Rom                         |
| 4 × 200 m Freistil (mit Janistyn, Koll und Rogan) | 07:11,45 min                | 12. August 2008             | Peking                      |
| 800 m Freistil (Kurzbahn)                         | 07:52,62 min                | 30. Jänner 2009             | Perg                        |
| 1500 m Freistil (Kurzbahn)                        | 14:55,30 min                | 30. Jänner 2009             | Perg                        |
| (Stand: 24. August 2010)                          |                             |                             |                             |